# Энджелл, Лиза
Лиза Энджелл (фр. Lisa Angell, урождённая Виржин Ветрано, фр. Virgine Vetrano; 21 сентября 1968, Париж) — французская певица, которая представляла Францию на конкурсе Евровидение в 2015 году с песней «N’oubliez pas».

## Карьера

### Начало
С 11 до 14 лет Энджелл участвовала в нескольких радиошоу талантов во время карнавала в Ницце. Она объявлялась победителем в течение четырёх лет. В возрасте 15 лет она начала заниматься классическим пением в Консерватории в Ницце, но вскоре ушла. Однако она продолжала петь, выступая в фортепианных барах на Лазурном берегу. Энджелл поселилась в Париже в 2001 году, где познакомилась с Дидье Барбеливьеном, автором её песни «Des années après». Опыт не удался и Энджелл вернулась на Лазурный берег.

### 2009-2011:Les Divines
В 2009 году Дани Лари пригласил её на свое шоу Le Château des secrets. Это сотрудничество привело к ещё одной песне, на этот раз с Патриком Себастьяном в студии Le plus grand cabaret du monde. Последний предложил ей выступить на телевизионной программе Les Années bonheur, а также спродюсировал и написал песни для её первого альбома Les Divines, выпущенного в 2011 году с Polydor. Альбом достиг #31 во Франции и #86 в Бельгии.

### 2013-2014:Des mots... & Frou-Frou
Её второй альбом Des mots, спродюсированный Филиппом Сваном был выпущен в 2013 году. Первым синглом была песня «Je saurai t'aimer». Это кавер-версия песни Мелани Кол, которая является франкоязычной адаптацией песни «The Power of Love» Дженнифер Раш. С сентября того же года она регулярно участвовала в еженедельном шоу Les chansons d'abord  на телеканале France 3. Энджелл также записала в дуэте с португальским певцом Тони Каррейра песню «L'oiseau et l'enfant», которая вошла в его альбом Nos fiançailles. Её третий альбом Frou-Frou был выпущен 21 апреля 2014 года. В этом альбоме каверов она отдает дань уважения женщинам-исполнительницам 1930-х, 1940-х и 1950-х годов.

### 2015-наст. время: Евровидение
23 февраля 2015 года Лиза Энджелл была объявлена представителем Франции на конкурсе Евровидение в Вене 23 мая 2015 года с песней «N’oubliez pas»

## Дискография

### Альбомы
| Название    | Примечания                                                                       | Высшая позиция в чарте |
| Название    | Примечания                                                                       | FRA                    |
| ----------- | -------------------------------------------------------------------------------- | ---------------------- |
| Les Divines | - Выпущен: 2011 - Лейбл: Polydor Records - Формат: Digital download, CD          | 31                     |
| Des mots... | - Выпущен: 2013 - Лейбл: Polydor Records - Формат: Digital download, CD          | 30                     |
| Frou-Frou   | - Выпущен: 2014 - Лейбл: Polydor Records - Формат: Digital download, CD          | 28                     |
| Lisa Angell | - Выпущен: 2015 - Лейбл: Sony Music Entertainment - Формат: Digital download, CD | 46                     |

### Синглы
| "Toi Valériane"                               | 2010 | —  | Non-album singles |
| "Ma douceur"                                  | 2010 | —  | Non-album singles |
| "Je saurai t'aimer"                           | 2013 | —  | Des mots...       |
| "Ça me suffira"                               | 2013 | —  | Des mots...       |
| "J'ai deux amours"                            | 2014 | —  | Frou-Frou         |
| "N’oubliez pas"                               | 2015 | 74 | Lisa Angell       |
| "—" сингл не попал в чарт или не был выпущен. |      |    |                   |